# Championnat britannique des voitures de tourisme 1976
Le Championnat britannique des voitures de tourisme 1976 était la 19e saison du championnat britannique des voitures de tourisme, remporté par l'anglais Bernard Unett pour la seconde fois de sa carrière. Le championnat a débuté à Brands Hatch le 14 mars 1976 et s'est terminé sur le même circuit le 24 octobre 1976.

## Calendrier
| Manche | Circuit      | Date         | Pilote vainqueur | Ecurie vainqueur              | Voiture vainqueur |
| ------ | ------------ | ------------ | ---------------- | ----------------------------- | ----------------- |
| 1      | Brands Hatch | 14 mars      | Gordon Spice     | Wisharts Garages              | Ford Capri II 3.0 |
| 2      | Silverstone  | 11 avril     | Chris Craft      | Tricentrol                    | Ford Capri II 3.0 |
| 3      | Oulton Park  | 16 avril     | Tom Walkinshaw   | Team Castrol                  | Ford Capri II 3.0 |
| 4      | Thruxton     | 19 avril     | Tom Walkinshaw   | Team Castrol                  | Ford Capri II 3.0 |
| 5      | Thruxton     | 9 mai        | Tom Walkinshaw   | Team Castrol                  | Ford Capri II 3.0 |
| 6      | Silverstone  | 31 mai       | Gordon Spice     | Wisharts Garages              | Ford Capri II 3.0 |
| 7      | Brands Hatch | 18 juillet   | Vince Woodman    | Esso Uniflo                   | Ford Capri II 3.0 |
| 8 A-B  | Mallory Park | 29 août      | Win Percy        | Samurai Racing with Toyota GB | Toyota Celica GT  |
| 8 C-D  | Mallory Park | 29 août      | Tom Walkinshaw   | Team Castrol                  | Ford Capri II 3.0 |
| 9 A-B  | Snetterton   | 14 septembre | Win Percy        | Samurai Racing with Toyota GB | Toyota Celica GT  |
| 9 C-D  | Snetterton   | 21 septembre | Gordon Spice     | Wisharts Garages              | Ford Capri II 3.0 |
| 10     | Brands Hatch | 24 octobre   | Colin Vandervell | Triplex                       | Ford Capri II 3.0 |

## Classement final

### Pilotes
| Championnat pilotes | Championnat pilotes | Championnat pilotes          | Championnat pilotes           | Championnat pilotes |
| Pos.                | Pilote              | Voiture                      | Ecurie                        | Points              |
| ------------------- | ------------------- | ---------------------------- | ----------------------------- | ------------------- |
| 1                   | Bernard Unett       | Hillman Avenger 1300         | Mopar                         | 90                  |
| 2                   | Win Percy           | Toyota Celica GT             | Samurai Racing with Toyota GB | 81                  |
| 3                   | Gerry Marshall      | Vauxhall Firenza Magnum 2300 | Dealer Team Vauxhall          | 58                  |
| 3                   | Gordon Spice        | Ford Capri II 3.0            | Wisharts Garages              | 58                  |
| 5                   | Tom Walkinshaw      | Ford Capri II 3.0            | Team Castrol                  | 53                  |
| 6                   | Barrie Williams     | Toyota Celica GT             | Samurai Racing with Toyota GB | 51                  |